# Makgeolli

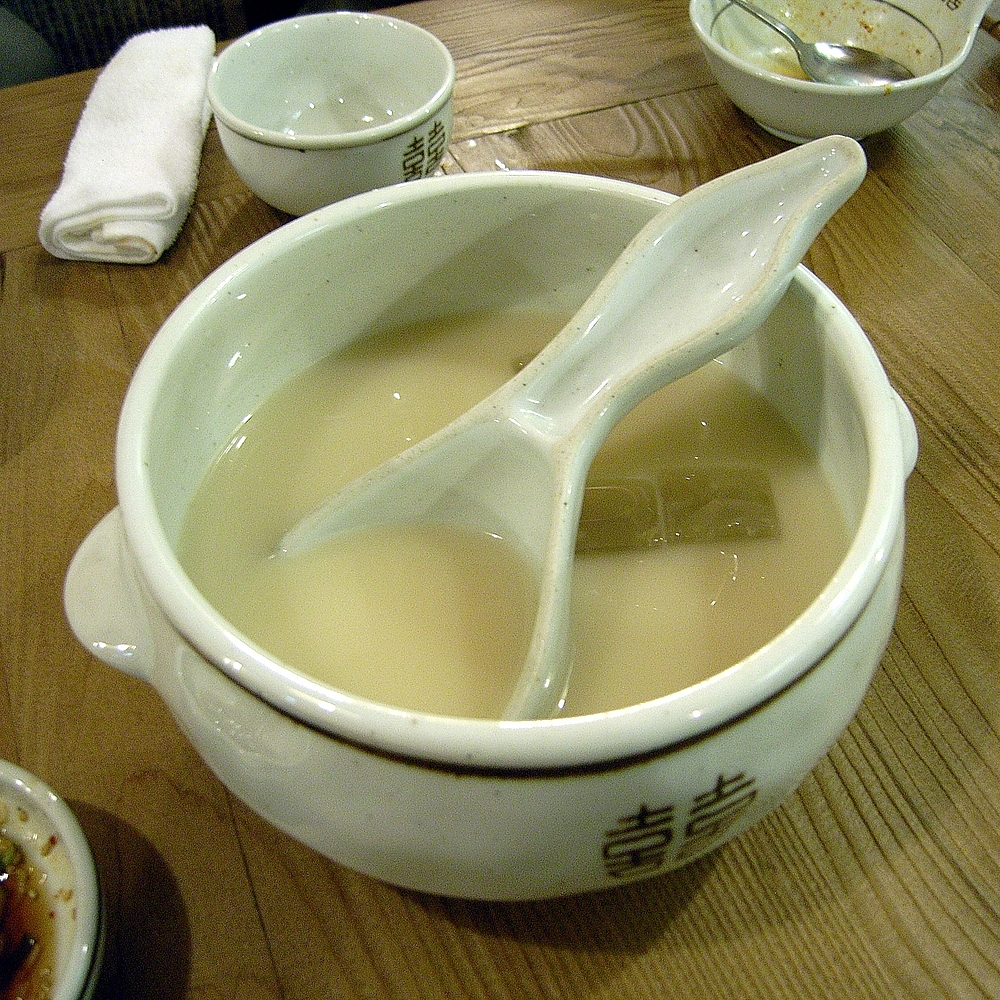
Makgeolli

Makgeolli (막걸리), också känd som Makuly (takju), är en traditionell alkoholhaltig dryck i Sydkorea. 
Drycken framställs av ris (kallas även "koreanskt risvin")  vilket ger den en mjölkaktig, gråvit färg och sötma. Den framställs genom fermentering, jäsning, av en blandning av kokt ris och vatten. Makgeolli uppnår en alkoholhalt om cirka 6,5-7 procent. Ursprungligen var den populär bland bönder och fick namnet Nongju (농주 / 农酒), som betyder ungefär "bondesprit". Senare har den blivit alltmer populär även i stadsområden, särskilt i den yngre generationen.
Traditionellt serveras makgeolli i en stor metall-, porslins- eller träskål från vilken enskilda koppar och bägare fylls med hjälp av en slev. Kommersiellt säljs makgeolli oftast i plastflaskor eller andra aseptiska behållare. Eftersom makgeolli är en ofiltrerad dryck måste den i allmänhet röras om eller skakas före konsumtionen, eftersom grumlig utfällning tenderar att avsätta sig på bottnen, vilket innebär att man får en blekgul klar vätska på toppen.  
Drycken används även i samband med uråldriga riter i Korea.
Dongdongju (동동주)är en dryck som liknar makgeolli, och som ofta dricks tillsammans med koreanska "pannkakor" vilka kallas pajeon (파전) eller bindaetteok (빈대떡).